# Théâtre du Marais
Théâtre du Marais je divadlo v Paříži ve čtvrti Marais. Pod tímto názvem existovalo během doby více divadel. Sídlem současného podniku je památkově chráněný dům č. 37 v Rue Volta ve 3. obvodu.

## Historie
Až do roku 1634 působilo v Paříži jen jediné divadlo se stálou scénou, a sice v paláci burgundských vévodů. Herci Le Noir a Mondory, kteří vedli divadelní skupinu „Troupe du prince d'Orange“, a často pobývali v Paříži, se rozhodli zřídit ve městě stálé divadlo. Vybrali si tehdy módní čtvrť Marais a usídlili se v míčovně v Rue Vieille-du-Temple, kde zůstali pod názvem „Troupe du Marais“ až do roku 1673. Na přelomu let 1636/1637 zde byla uvedena premiéra Corneillova Cida a uváděly se zde i další jeho hry. Repertoár byl podobný jako v burgundském paláci, převládaly tragikomedie nebo pastorale. Konkurence mezi oběma divadly byla vysoká do té míry, že obě skupiny často uváděly ve stejné sezónu díla na stejné téma. Sám král zasáhl minimálně dvakrát a změnil složení sboru a přesunul herce z jednoho divadla do druhého.
V lednu 1644 byl sál zničen požárem a byl otevřen po celkové rekonstrukci v říjnu 1644. Během 50. let byl sál několikrát dočasně uzavřen. Konkurenci zvýšila Molièrova skupina v Palais-Royal, která se od 60. let stala populární. Divadla si neustále přitahovala herce. Po Molièrově smrti (1673) hrozil rozpad královského divadla v Palais-Royal. Ludvík XIV. proto nechal téhož roku rozpustit divadlo v Marais a spojil ho se svým. Král však zároveň určil sál v Palais-Royal pro skladatele Lullyho, který zde skládal své opery. Proto byla obnovená královská společnost přesunuta roku 1669 do Rue de Génégaud na levém břehu. V roce 1680 se na příkaz Ludvíka XIV. spojily divadelní skupiny v burgundském paláci a skupina z paláce Guénégaud. Vznikl tak jediný pařížský soubor pod názvem Comédie-Française.
V roce 1791 bylo postaveno nové divadlo Marais z materiálu získaného ze zbořené Bastily (pilastry a hlavice) a uvádělo představení s revoluční tematikou. Často uváděným autorem byl Beaumarchais. Např. 26. června 1792 zde mělo premiéru jeho drama La Mère coupable ou L'Autre Tartuffe. Divadlo však bylo z nařízení Napoleona I. v roce 1807 uzavřeno, zbořeno a na jeho místě v roce 1812 vznikly veřejné lázně.
Až v roce 1976 založil herec a režisér Jacques Mauclair nové divadlo pod stejným názvem, které fungovalo do roku 1999. V letech 2000–2009 v budově působila divadelní škola Cours Florent. V roce 2009 bylo divadlo znovu zprovozněno.